# ديكسي لي
ديكسي لي (بالإنجليزية: Dixie Lee)‏ هي راقصة ومغنية وممثلة أمريكية، ولدت في 4 نوفمبر 1911 في الولايات المتحدة، وتوفيت في 1 نوفمبر 1952 بلوس أنجلوس في الولايات المتحدة بسبب سرطان المبيض.

## وصلات خارجية
- ديكسي لي على موقع IMDb (الإنجليزية)
- ديكسي لي على موقع ميوزك برينز (الإنجليزية)
- ديكسي لي على موقع إن إن دي بي (الإنجليزية)
- ديكسي لي على موقع ديسكوغز (الإنجليزية)
- ديكسي لي على موقع قاعدة بيانات الفيلم (الإنجليزية)